# プレデター: 血讐
『プレデター: 血讐』（Predator: Blood Feud）は、ダークホースコミック社のダークホースコミックシリーズに掲載されたプレデター (コミック)作品の1つ。映画『プレデター』に登場する架空の宇宙生物プレデターが登場する。1992年から1993年にダークホースコミックシリーズの4巻から7巻にプレデター: 血讐の物語が掲載された。2007年に発売された、プレデター・オムニバス（総集編）の1巻にも収録されている。作画はニール・バレット・ジュニアが担当し、物語の作家はレオ・デュラノーナが担当した。日本が舞台で、プレデターと侍が対決すると言う時代劇の影響を受けた様な作品となっている。

## あらすじ
18世紀初頭と現代の日本が舞台。1700年代初頭、徳川綱吉将軍の軍が悪魔（プレデター）達の奇襲攻撃で襲われ、戦いになった。悪魔（プレデター）に殆ど殺された時、侍の老人は、より穏やかな美術を探究するために彼らの剣を片づけた。瞑想で賢く敬虔な神道に仕える菅井藩主は悪魔は本当の戦士及び狩猟でない事を見て、さらにプレデターである1匹の悪魔が、鬼が老いた侍の勇気を感知し、立派な敵として、それらを示した彼の別プレデターを非難するのを見てきたので、彼らは自分の名誉のようなものを持っていると理解する。老人は彼らの武器を長く取って置く事にした。徳川将軍はその報告を聞き、悪魔を倒す為、兵隊を送るが、無残に約1,000人が戦いで死ぬ。菅井は3人の侍の中から、1人勝者の侍を選び悪魔と戦う為に単独で向かわせる。老いた侍を先生とする、その盲目の侍は悪魔プレデターと1対1の最終決闘で戦い、決闘で終わる。そして、菅井の予言により、何らかの別の形で悪魔（プレデター）と再び戦わなければならないと、その盲目の侍と悪魔（プレデター）の決闘は続くと、彼の転生である子孫に悪魔（プレデター）との対決を予言される。そして300年の時を経て、1992年の東京。剣術の達人で剣術道場の指導者である盲目のジュッタ・タナカ（田中寿太）が設立した剣術道場が、彼を狩りに捜索しに来たプレデターに襲われ生徒はみな殺しにされ道場は破壊される。ジュッタは封建時代に恐ろしい悪魔（プレデター）と戦うビジョンが時々見えるが、実は300年前、彼の先祖がプレデターと対決しており、ジュッタは神道神主の予言で300年後にプレデターと対決すると選ばれた（又は生まれ変わり）男子だった。ミツキ警部は東京に軍を呼びプレデターによる、ジュッタの道場での殺人事件の調査をする。そして道場を破壊されプレデターに追われたジュッタはプレデター達の1つと最終決闘の備えの為、日光近くに移動した。そしてミツキ警部と一部の軍も彼の前に到着し、プレデター達を追い出した。その後、ジュッタは軍により、自宅監禁されるが、ジュタの道場に通う元弟子のキタロウ・ミヤモト（宮本喜太郎）の助けで逃げ出した。日光に再び戻った彼は、ミヤモトから渡された古代の刀を持ち、日光でプレデターと1対1で最終決闘で戦う。このプレデターは300年前、彼が殺したプレデターの捜索隊の兄弟であった。死闘の末、プレデターを倒した、彼の前にプレデター達が到着し現れ、ジュッタにもう終わったと伝え、死んだ仲間のプレデターの遺体を持ち去ったのであった。

## 主な登場人物
- ジュッタ・タナカ（田中寿太）

東京にある剣術道場営む道場の指導者の本作の主人公。盲目な為、彼に忠実な盲導犬がつきそっているが、目が見えなくとも、剣術の達人であり、4人組みのチンピラに襲われた時も空手でやつけた。またチップを使って赤外線による眼の手術も考えていた。彼には封建時代に目に見えない悪魔（プレデター）が侍達と戦っている過去のビジョンなどが見える。実は彼は300年前菅井藩主に託され、プレデターと対決した盲目の侍の生まれ変わりの転生の子孫。ジュッタの理解者で彼の彼女でもある外科医のアメリカ人女性エレインと共に、彼の道場に戻ると生徒達が血塗れになって天上にぶら下がって死んでいたが、東京に出現したプレデターがジュッタを狩りに道場を襲ったのである。ジュッタは悪魔（プレデター）と戦った過去の自分の姿のビジョンを見ながら、エレインと共に生徒達を皆殺しにした悪魔（プレデター）を捜す。道場でのプレデター事件を担当したミツキ警部達がジュッタ達を見張り後を追う。最後は道場の元生徒であるミヤモトの助けで、日光でプレデターを倒した過去の自分の侍が使っていた古代の日本刀を使いプレデターと対決した。

## 参考
盲目の剣術の主人公と言う設定は、少なからずとも座頭市の影響があると思われる。
また、映画『プレデターズ』で日本のヤクザ、ハンゾーが日本刀でプレデターと対決するシーンがあるが、日本人が日本刀でプレデターと戦うプレデター作品はこれが最初である。